# Puerto Indio
Puerto Indio es una localidad de la comarca indígena panameña de Emberá-Wounaan. Tiene una población de 686 habitantes (2010) y es la capital del distrito de Sambú. La ciudad está orillas del río Sábalo, justo aguas arriba de la ciudad de Sambú.